# Grzebieniowiec piórkowaty
Grzebieniowiec piórkowaty, g. miękki (Ctenidium molluscum (Hedw.) Mitt.) – gatunek mchu należący do rodziny gajnikowatych (Hylocomiaceae M. Fleisch.). Występuje na półkuli północnej, w Polsce często spotykany w górach. W kraju objęty ochroną częściową.

## Rozmieszczenie geograficzne
Szeroko rozpowszechniony na półkuli północnej. Występuje w Ameryce Północnej, Europie, Azji i Afryce Północnej. W Polsce częsty w górach, rzadki na niżu.

## Morfologia
PokrójFormuje gęste, spłaszczone darnie, o kolorze zielonym lub żółtozielonym, wewnątrz brązowe.
Budowa gametofituŁodyżki płożące się, gęsto pierzasto rozgałęzione, żółtozielone, dorastają do 10 cm długości. W dolnej części łodyżki wyrastają kępki brązowych chwytników. Listki łodygowe sercowato-lancetowate, lekko podłużnie fałdowane, brzegiem ostro ząbkowane, długości 2–2,5 mm i szerokości 1 mm. Żebra przeważnie brak, jeśli występuje jest niewyraźne i podwójne. Gałązki proste lub łukowato zgięte, długości 5 mm. Listki gałązkowe podobne do łodygowych lecz mniejsze, dorastają do 1 mm długości i 0,3 mm szerokości.
Budowa sporofituSeta czerwona, długości 1–2 cm. Puszka jajowata, lekko zgięta, osiąga 2 mm długości i 1 mm szerokości. Wieczko stożkowate, zaostrzone na szczycie. Perystom podwójny. Zarodniki gładkie, brązowożółte.

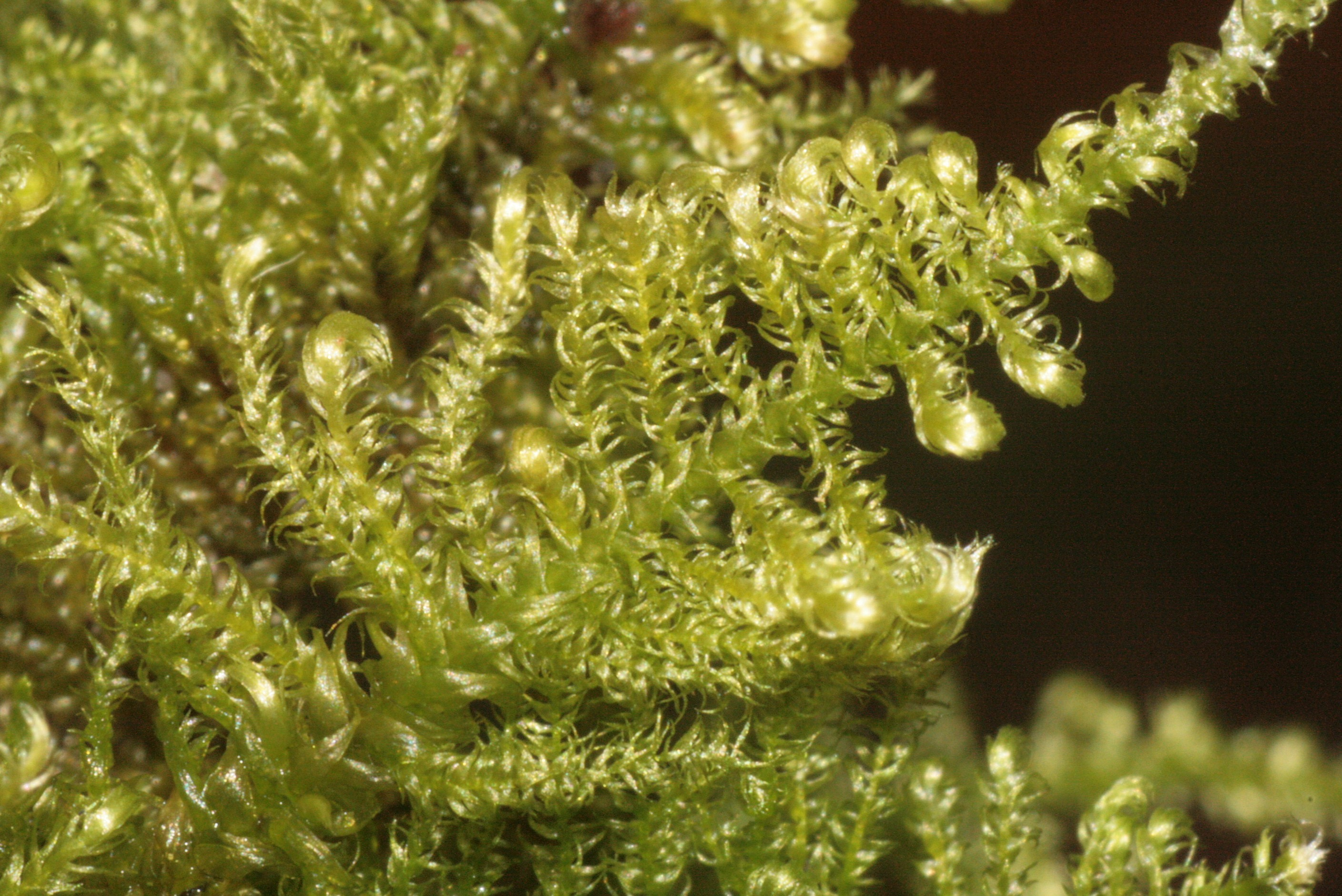
Gametofit
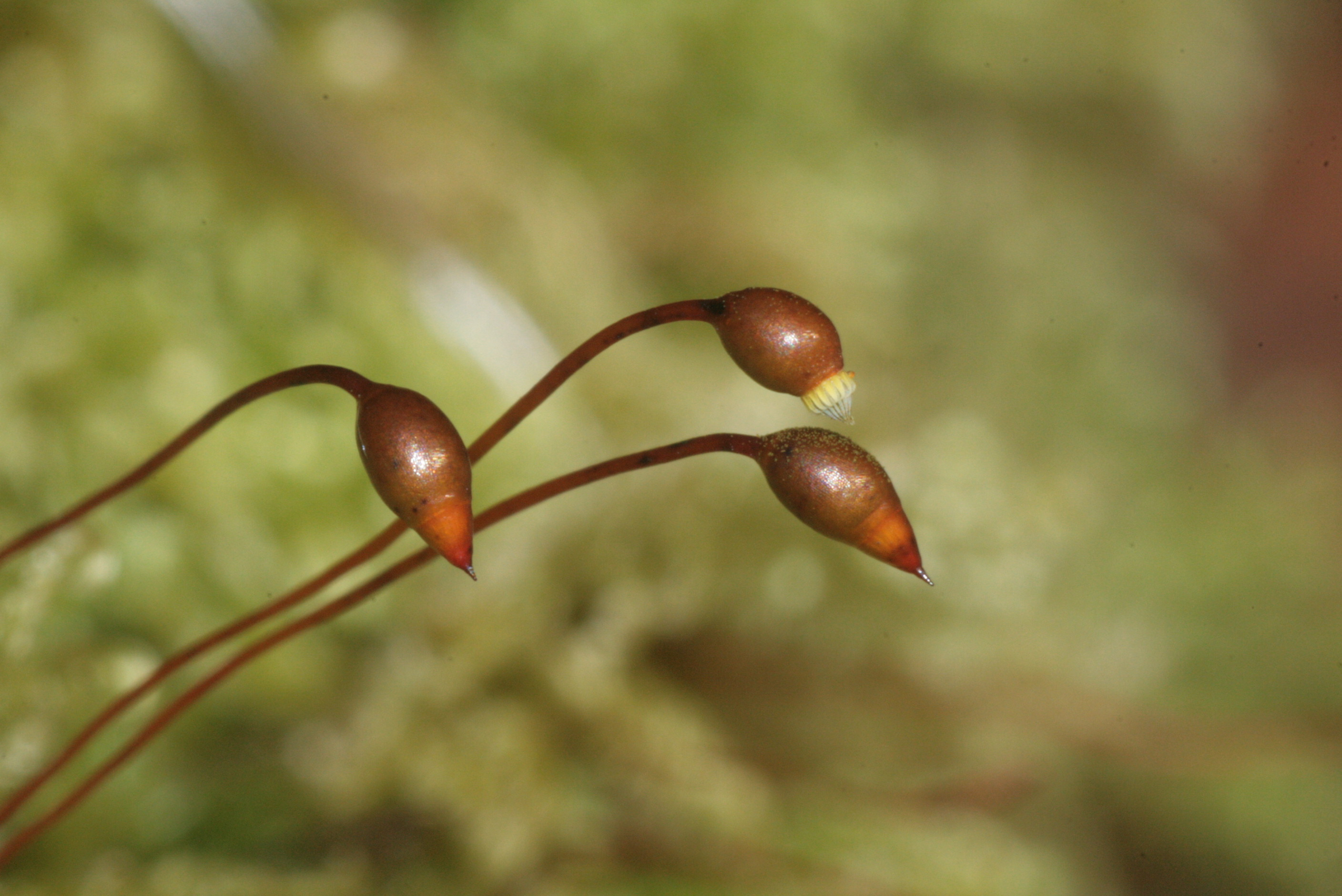
Puszki
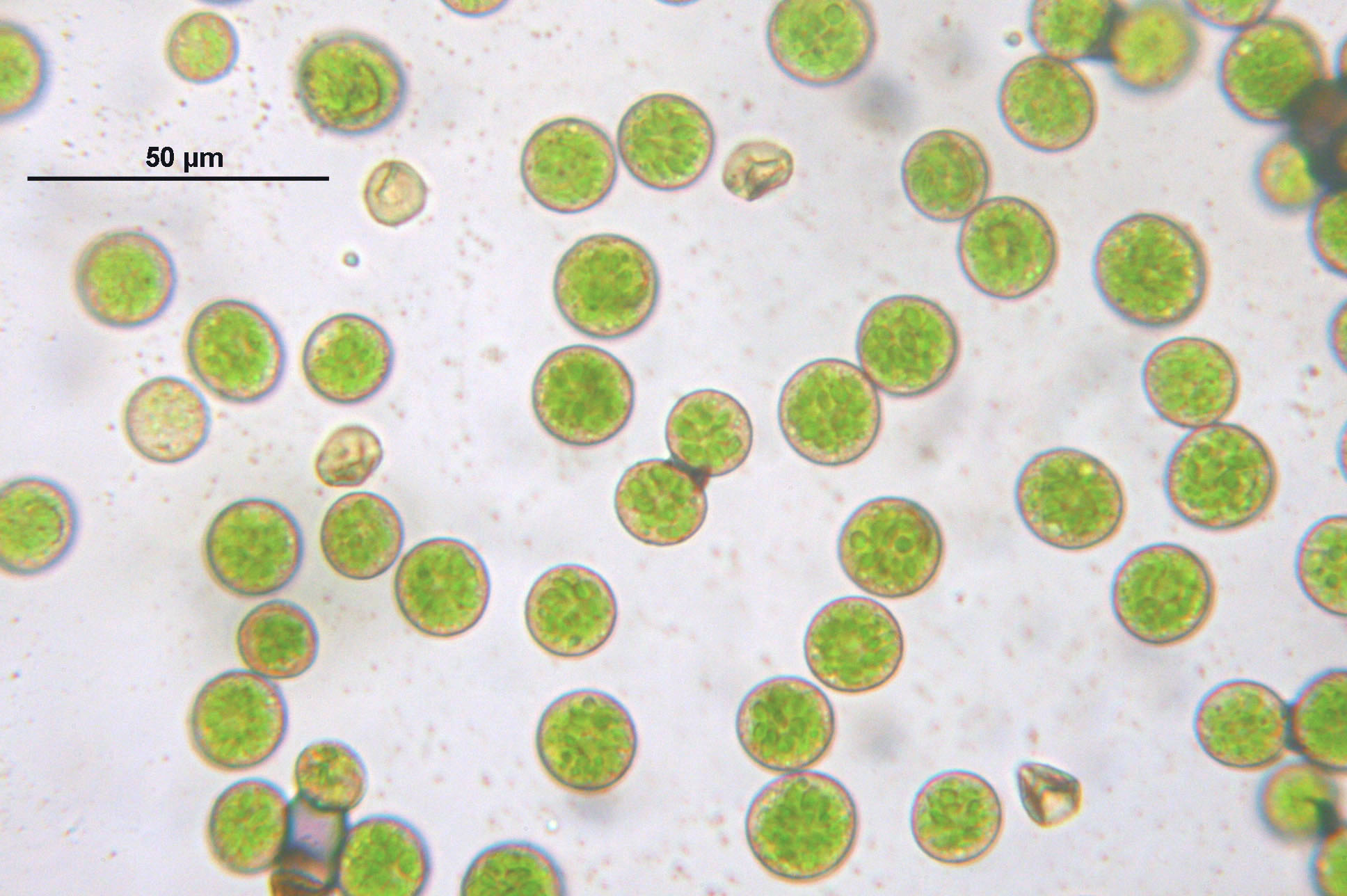
Zarodniki

## Biologia i ekologia
Roślina dwupienna. Siedliskiem są przeważnie skały wapienne, rzadziej krzemianowe, gliniasta ziemia lub, bardzo rzadko, podstawy pni.

## Nazewnictwo
Synonimy: Hypnum balearicum Dixon, Hypnum provectum Stirt., Hypnum subrectifolium Brid., Hypnum timmii Brid.

## Ochrona
Roślina objęta jest w Polsce częściową ochroną gatunkową od 2014 roku, na mocy Rozporządzenia Ministra Środowiska z dnia 9 października 2014 w sprawie ochrony gatunkowej roślin).